# Schitul Izvoare
Schitul Izvoare este un schit de călugări din Republica Moldova.